# Ghods Ababil
O Ghods Ababil é uma aeronave de reconhecimento não tripulada de origem iraniana, fabricada pela Ghods Industry.